# Lijst van eenmalige personages uit The Simpsons
Dit is een lijst van eenmalige personages uit de animatieserie The Simpsons.
De personages uit deze lijst zijn maar in een enkele aflevering opgevoerd, maar hadden daarin vaak wel een grote rol. Sommige vaste personages begonnen oorspronkelijk als eenmalige personages, maar bleken zo populair dat de producers hen in de serie hebben gehouden.

## Aristotle Amadopoulos
Aristotle 'Ari' Amadopoulos is beroemd en rijk, en bezit de kerncentrale van Shelbyville. Daarmee is hij de concurrent en tegenhanger van Mr. Burns. Hij verscheen in de aflevering Homer Defined, waarin Homer Simpson door stom geluk een groot ongeluk in de nucleaire centrale van Springfield had voorkomen, en Aristotle graag wilde dat Homer in zijn kerncentrale zou tonen hoe hij dit gedaan had. Homer redde ook de Shelbyvillese kerncentrale, met hetzelfde domme geluk.

## Mary Bailey
Mary Bailey is de gouverneur van de staat Springfield. Ze nam het op tegen Mr. Burns in Two Cars in Every Garage and Three Eyes on Every Fish, en won nadat Marge Mr. Burns de drieogige vis Blinky had voorgeschoteld.

## Birch Barlow
Birchibald "Birch" T. Barlow (stem van Harry Shearer) kwam voor in de aflevering Sideshow Bob Roberts. Hij is een rechtse politicus en een conservatieve talkshowpresentator voor het radiostation KBBL. Hij is tevens de auteur van het boek "Only Turkeys Have Left Wings". Hij was verantwoordelijk voor de vrijlating van Sideshow Bob in de aflevering “Sideshow Bob Roberts”.

## Mr. Bergstrom
Mr. Bergstrom was Lisa's vervangend leraar in de aflevering "Lisa's Substitute" (7F19). Hij nam tijdelijk het werk van Ms. Hoover over. Lisa vond hem meteen leuk daar hij een vriendelijke en gevoelige man was. Toen Mr. Bergstrom ontdekte dat Lisa’s vader, Homer, totaal niet op haar leek, werden hij en Lisa goede vrienden. Toen Ms. Hoover terugkeerde, vertrok Mr. Bergstrom.

## The Space Coyote
The Space Coyote (stem van Johnny Cash) verscheen in Homers hallucinaties in de aflevering "El Viaje Misterioso de Nuestro Jomer" (The Mysterious Voyage of Our Homer). De coyote vertelde Homer dat hij op een zoektocht was naar zijn “soulmate”.

## Mason Fairbanks
Mason Fairbanks (stem van Michael York) verscheen in de aflevering "Homer's Paternity Coot". Hij is een schatzoeker. Homer zocht hem op nadat hij ontdekte dat zijn moeder jaren terug een liefdesbrief had gekregen van Fairbanks. Een tijd lang leek Mason zelfs Homers echte vader te zijn, totdat bleek dat Abraham Simpson bij een DNA test wat resultaten had verwisseld om Homer gelukkiger te maken.

## Fishing Crew
De bemanning van een boot genaamd "The Rotting Pelican" uit de aflevering The Wife Aquatic. De bemanning bestaat uit:
- Een niet bij naam genoemde Schipper, de kapitein van de boot.
- Eerste stuurman Billy
- "Portuguese" Fausto, die zijn vrije tijd doorbrengt met het spelen met een mes.
- Vijf naamloze bemanningsleden.

## Frank Grimes Jr.
Frank Grimes Jr. is de zoon van Frank Grimes. Toen hij ontdekte dat Homer min of meer verantwoordelijk was voor de dood van zijn vader, besloot hij Homer om te brengen. Hij plande zijn aanslagen zorgvuldig en uiteindelijk moest Sideshow Bob eraan te pas komen om hem te ontmaskeren. Hij verscheen in de aflevering The Great Louse Detective.

## Hollis Hurlbut
Hollis Hurlbut, stem van Donald Sutherland, is het hoofd van de Springfieldse historische gemeenschap in de aflevering "Lisa the Iconoclast".

## Jacques "Brunswick"
Jacques "Brunswick" is een bowling instructeur die een affaire had met Marge Simpson in de aflevering "Life on the Fast Lane". Marge, die kwaad was op Homer omdat hij haar een bowlingbal voor haar verjaardag gaf, ging bowlen met Jacques.
Jacques had na deze aflevering nog een paar cameo’s in andere afleveringen, maar altijd op de achtergrond en zonder tekst. De aflevering “Live on the Fast Lane” was de enige waarin hij een grote rol had.

## John
John, gemodelleerd naar en stem gedaan door John Waters, is de eigenaar van Cockamamie's Collectibles Shop, een winkel gevuld met verschillende camp spullen. Hij bouwde korte tijd een vriendschap op met de familie Simpson. Hij verscheen in de aflevering "Homer's Phobia".

## Leon Kompowsky
Leon Kompowsky, een "grote witte man die denkt dat hij een kleine zwarte man is", is een mentale patiënt in een inrichting. Hij denkt dat hij Michael Jackson is (zijn stem werd ook gedaan door Jackson, die in de aftiteling echter staat vermeld als "John Jay Smith"). Hij verscheen in de aflevering "Stark Raving Dad" waarin Homer werd opgenomen in het ziekenhuis.

## Lisa's vrienden
- Erin, stem van Christina Ricci
- Ben, Dean en Rick: het is niet precies bekend wie wie is.

Lisa's vier vrienden uit de aflevering Summer of 4 Ft. 2. Lisa was het zat om een onpopulaire nerd te zijn, en ging met haar familie op vakantie naar Little Pwagmattasquarmesettport om nieuwe vrienden te maken. Door zich net zo te gedragen als Bart, werd ze opgenomen in de groep van Ben, Dean, Erin en Rick. Zelfs toen de waarheid aan het licht kwam bleven ze haar accepteren.

## Lugash
Lugash, stem van Dan Castellaneta, is een gymleraar (en parodie op de Olympische coach Béla Károlyi) die zijn eigen sportschool had. Hij heeft een zwaar Roemeens accent en verscheen in de aflevering "Children of a Lesser Clod". Zijn verleden is een mysterie.

## Lurleen Lumpkin
Een aantrekkelijke countryzangeres (stem van Beverly D'Angelo) die door Homer werd geholpen in de aflevering "Colonel Homer". Hij ontdekte haar in een bar langs de snelweg, en was onder de indruk van haar stem. Hij hielp haar een zangcarrière op te bouwen, tot woedde van Marge. Toen Homer besefte dat zijn huwelijk op het spel stond, stopte hij met het management werk.

## Lyle Lanley
Een zakenman die Springfield een monorail verkocht in de aflevering "Marge vs. the Monorail". Hij is een gladde verkoper die de stad ertoe overhaalt veel geld uit te geven aan een waardeloze monorail.

## Ms. Botz
'Lucille Botzcowski ook bekend als Ms. Botz, is een crimineel genaamd "The Babysitter Bandit". Ze verscheen in de aflevering "Some Enchanted Evening", waarin Marge en Homer haar inhuren als oppas voor Bart, Lisa en Maggie. Na te beseffen wie ze is, overmeesteren de drie haar. Homer laat haar vrij omdat hij niet weet dat ze een crimineel is, en komt te laat achter de waarheid.

## Number One
Hoofd van de “Stonecutters” en de “No Homers Club”. Hij verscheen in "Homer the Great," maar er is niet veel over hem bekend. Hij is erg loyaal aan zijn club of organisatie.

## Sideshow Raheem
Krusty the Clowns helper voor hij Sideshow Bob inhuurde, dus vermoedelijk ergens in de jaren 70. Hij werd gezien in de aflevering i Love Lisa, in de Krusty the Clowns 29th Anniversary Show.

## Hank Scorpio
Hank Scorpio (stem van Albert Brooks) is een kwaadaardig genie en de eigenaar van Globex Corporatie. Hij verscheen in de aflevering "You Only Move Twice", een parodie op de James Bond-film You Only Live Twice. Scorpio lijkt sterk op de typische Bondschurken, vooral Ernst Stavro Blofeld. Er waren geruchten dat hij weer op zal duiken in de Simpsons film, maar uiteindelijk werd gekozen voor het personage Russ Cargill.

## Mindy Simmons
Een voormalige medewerkster (stem van Michelle Pfeiffer) van de nucleaire centrale van Springfield, op wie Homer een oogje had. Ze verscheen in "The Last Temptation of Homer". De twee hadden zelfs bijna een affaire toen ze naar een conferentie in Capital City werden gestuurd.

## Beatrice Simmons
Beatrice Simmons (stem van Audrey Meadows) verscheen in de aflevering "Old Money". Abraham Simpson ontmoette haar in het rusthuis van Springfield, en het was liefde op het eerste gezicht. Helaas werd zijn afspraakje met haar verstoord vanwege een uitstapje van de familie Simpson, en bij zijn terugkomst bleek ze te zijn overleden.

## Llewellyn & Ms. Sinclair
Llewellyn Sinclair is de muziekdirecteur van O Streetcar. Hij is een perfectionist met een kort lontje. Zijn zus Ms. Sinclair is het hoofd van de Ayn Rand School voor Tots. Beide verschenen in "A Streetcar Named Marge", waarin hun stemmen werden ingesproken door Jon Lovitz.

## Sgt. Seymour Skinner
Verscheen in "The Principal and the Pauper". Dit is de “echte” Seymour Skinner, de persoon waar Armin Tanzarian zich nu voor uit geeft. De echte Skinner en Armin zaten samen in het leger gedurende de Vietnamoorlog. Skinner veranderde Armin van een rebel in een verantwoordelijke volwassene. Toen Seymour verdween tijdens een missie, moest Armin het slechte nieuws gaan melden aan Skinners moeder, Agnes. Zij zag hem echter aan voor haar zoon, en daarom nam hij Seymours plaats in. Uiteindelijk werd de echte vastgebonden op een trein en weggereden. Iedereen besloot de gebeurtenissen te vergeten die hadden plaatsgevonden.

## Lucius Sweet
Lucius Sweet (stem van Paul Winfield) is een parodie op Don King. Hij verscheen in de aflevering "The Homer They Fall", waarin hij Homers talenten als bokser ontdekte en hem begeleidde in wedstrijden.

## Chloe Talbot
Chloe Talbot een personage uit de aflevering "She Used to Be My Girl", waarin haar stem werd gedaan door Kim Cattrall. Ze is een beroemde journalist van het Global Television Network. Ze zat met Marge op de middelbare school, alwaar de twee goede vriendinnen waren. Beide hadden een veelbelovende toekomst. Marge gaf deze op om bij Homer te kunnen blijven, maar Chloe dumpte haar vriend (Barney Gumble) en greep de kans op een grootste toekomst aan.

## Gina Vendetti
Gina Vendetti is een jong meisje uit een jeugdgevangenis. Ze kwam voor in de aflevering "The Wandering Juvie", waarin Bart ook in deze jeugdgevangenis belandde. De twee werden zelfs aan elkaar vastgemaakt met handboeien, waarna ze samen wegvluchtten. Hoewel ze elkaar in eerste instantie haatten, vertrouwden ze elkaar steeds meer. Ze bekende later aan de politie dat de ontsnapping geheel haar idee was, zodat Bart werd vrijgelaten.

## Greta Wolfcastle
Greta Wolfcastle (stem van Reese Witherspoon) is de dochter van de beroemde acteur Rainier Wolfcastle. Ze verscheen voor het eerst in de aflevering "The Bart Wants What It Wants", waarin zowel Bart als Milhouse een oogje op haar hadden.

## Dr. Zweig
Een psychologe uit de aflevering "Fear of Flying" (2F08). Hierin probeerde ze Marge te helpen met haar vliegangst. Ze ontdekte dat Marge' angst kwam door haar ontdekking dat haar vader een steward was en geen piloot zoals hij haar altijd wijsmaakte.

## The Simpsons Moviepersonages

### Russ Cargill
Russ Cargill is de “schurk” uit de film The Simpsons Movie. Zijn stem wordt gedaan door Albert Brooks.
Cargill is het hoofd van de United States Environmental Protection Agency (EPA), en beschrijft zichzelf als een rijke en succesvolle man die is toegeschreven aan het minst succesvolle onderdeel van de overheid. Hij wordt voor het eerst gezien nadat een gemuteerde eekhoorn wordt gevangen bij Springfield. Na zijn conclusie dat Springfield gevaarlijk vervuild is, stelt hij President Schwarzenegger een aantal opties voor. Hierdoor wordt een enorme koepel over de stad geplaatst.
Nadat de familie Simpson uit de koepel ontsnapt laat Cargill zware maatregelen treffen om de andere inwoners in de stad te houden, en om de Simpsons op te sporen. Later in de film haalt hij de president over om Springfield op te blazen. Wanneer hij verneemt dat Marge, Bart, Lisa en Maggie terugreizen naar Springfield, laat hij hen arresteren en terugbrengen naar de koepel. Daarna kondigt hij de vernietiging van de stad aan. Hij laat via een gat in de koepel een grote bom de koepel inzakken die de stad zal opblazen.
Nadat Homer de bom weet uit te schakelen, dreigt een razende Cargill hem en Bart te vermoorden. Hij wordt echter uitgeschakeld doordat Maggie een rots op hem laat vallen.

### Colin
Colin is een milieuactivist die recentelijk naar Springfield is verhuisd vanuit Ierland. Hij is ongeveer even oud als Lisa. Samen met Lisa maakt hij de film "An Irritating Truth om iedereen in Springfield te overtuigen van de ernst van de vervuiling in hun stad.
Wanneer de Simpsons uit de koepel ontsnappen zingt Colin een lied voor Lisa, wat zij niet kan horen omdat ze buiten de koepel zit.
Aan het eind van de film wordt de suggestie gewekt dat Colin en Lisa hun relatie zullen voortzetten en dat hij dus mogelijk een terugkerend personage in de televisieserie zal worden.

### Medicijnvrouw
De Medicijnvrouw is een Inuitvrouw die Homer tegenkomt in Alaska nadat hij is aangevallen door een ijsbeer. Ze vertelt hem dat hij iets moet ondernemen, of anders de rest van zijn leven alleen zal zijn. Dankzij haar krijgt Homer een visioen waarin hij ziet dat hij Springfield moet redden van de ondergang.
Homer Simpson · Marge Simpson · Bart Simpson · Lisa Simpson · Maggie Simpson · Abraham Simpson · Patty en Selma Bouvier · Jacqueline Bouvier · Mona Simpson · Santa's Little Helper · Snowball II · Familie Bouvier
Jasper Beardley · Comic Book Guy · Eddie en Lou · Maude Flanders · Ned Flanders · Professor Frink · Barney Gumble · Julius Hibbert · Lionel Hutz · Eerwaarde Lovejoy · Kapitein Horatio McCallister · Hans Moleman · Bleeding Gums Murphy · Apu Nahasapeemapetilon · Mayor Joe Quimby · Dr. Nick Riviera · Agnes Skinner · Cletus Spuckler · Squeaky Voiced Teen · Disco Stu · Moe Szyslak · Kirk Van Houten · Luann Van Houten · Chief Clancy Wiggum
Gary Chalmers · Rod en Todd Flanders · Jimbo Jones · Kearney · Edna Krabappel · Otto Mann · Nelson Muntz · Martin Prince · Seymour Skinner · Milhouse Van Houten · Ralph Wiggum · Groundskeeper Willie · andere studenten
Montgomery Burns · Carl Carlson · Lenny Leonard · Waylon Smithers
Itchy en Scratchy · Kent Brockman · Krusty de Clown · Troy McClure · Rainier Wolfcastle · Radioactive Man
Snake · Kang & Kodos · Sideshow Bob · Fat Tony
Treehouse of Horror
Bart vs. the World · Bart Simpson's Escape from Camp Deadly · The Simpsons Arcadespel · Bart vs. the Space Mutants · Bart's House of Weirdness ·Bart vs. The Juggernauts · Krusty's Fun House · Bartman Meets Radioactive Man · Bart's Nightmare · The Itchy and Scratchy Game · Virtual Bart · Bart and the Beanstalk · Itchy & Scratchy in Miniature Golf Madness · Cartoon Studio · Virtual Springfield · Night of the Living Treehouse of Horror · Bowling · Wrestling · Road Rage · Skateboarding · Hit & Run · The Simpsons Game · The Simpsons: Tapped Out
The Simpsons · The Simpsons Pinball Party
Strips: Simpsons Comics · Bart Simpson serie · Itchy & Scratchy Comics · Bart Simpson's Treehouse of Horror · Futurama/Simpsons Infinitely Secret Crossover Crisis
Tijdschrift: Simpsons Illustrated
Boeken: Bart Simpson's Guide to Life · Family Album · Library of Wisdom · Complete Guides · Planet Simpson · The Simpsons and Philosophy
Actiefiguurtjes: World of Springfield
The Simpsons Movie
Bankgrap ·
Canyonero · 
D'oh! · 
Duff Beer · 
Schoolbordgrap · 